# Liste der Kulturdenkmäler in Erfurtshausen
Die folgende Liste enthält die in der Denkmaltopographie ausgewiesenen Kulturdenkmäler auf dem Gebiet des Ortsteils Erfurtshausen der  Stadt Amöneburg, Marburg-Biedenkopf, Hessen.
Hinweis: Die Reihenfolge der Denkmäler in dieser Liste orientiert sich an der Anschrift, alternativ ist sie auch nach der Bezeichnung oder der Bauzeit sortierbar.
Kulturdenkmäler werden fortlaufend im Denkmalverzeichnis des Landes Hessen durch das Landesamt für Denkmalpflege Hessen auf Basis des Hessischen Denkmalschutzgesetzes (HDSchG) geführt. Die Schutzwürdigkeit eines Kulturdenkmals hängt nicht von der Eintragung in das Denkmalverzeichnis des Landes Hessen oder der Veröffentlichung in der Denkmaltopographie ab.

Die bisher bekannten Bau- und Kunstdenkmäler hat das Landesamt für Denkmalpflege Hessen in sogenannten Arbeitslisten erfasst. Den Arbeitslisten liegen Erkenntnisse aus Akten, Ortsbegehungen und Denkmalinventaren, jedoch keine neuere systematische Forschung, zugrunde. Die Benehmensherstellung mit der Gemeinde gemäß § 11 Abs. 1 HDSchG ist noch nicht erfolgt.
Das Vorhandensein oder Fehlen eines Objekts in dieser Liste ist keine rechtsverbindliche Auskunft darüber, ob es Kulturdenkmal ist oder nicht: Diese Liste entspricht möglicherweise nicht dem aktuellen Stand der offiziellen Denkmaltopographie. Diese ist für Hessen in den entsprechenden Bänden der Denkmaltopographie Bundesrepublik Deutschland und im Internet unter DenkXweb – Kulturdenkmäler in Hessen einsehbar. Auch diese Quellen sind, obwohl sie durch das Landesamt für Denkmalpflege Hessen aktualisiert werden, nicht immer aktuell, da es im Denkmalbestand immer wieder Änderungen gibt.
Eine verbindliche Auskunft erteilt allein das Landesamt für Denkmalpflege Hessen.
Nutze diese Kartenansicht, um Koordinaten in der Liste zu setzen. In dieser Kartenansicht sind Kulturdenkmale ohne Koordinaten mit einem roten bzw. orangen Marker dargestellt und können in der Karte gesetzt werden. Kulturdenkmale ohne Bild sind mit einem blauen bzw. roten Marker gekennzeichnet, Kulturdenkmale mit Bild mit einem grünen bzw. orangen Marker.
| Bild                                  | Bezeichnung                         | Lage                                                        | Beschreibung | Bauzeit                                 | Objekt-Nr. |
| ------------------------------------- | ----------------------------------- | ----------------------------------------------------------- | --- | --------------------------------------- | ---------- |
| Bild gesucht BW                       | Bildstock                           | Dorfwiesenweg (ohne Nummer) LageFlur: 1, Flurstück: 80      | Bildstock auf einem rechteckigen Postament mit Platte und quadratischem Pfeiler mit Basis und Kapitell. Kulturdenkmal aus geschichtlichen und künstlerischen Gründen. | Vor 1750                                |            |
| Friedhofskreuz                        | Friedhofskreuz                      | Friedhof (ohne Nummer) LageFlur: 1, Flurstück: 120          | Friedhofskreuz mit kleinem sandsteinernen Korpus und quadratischem Tischpostament mit überkragender und profilierter Platte. Kulturdenkmal aus geschichtlichen und künstlerischen Gründen. | 1852 (bezeichnet)                       |            |
| Bild gesucht BW                       | Kruzifix                            | Haarhäuser Straße (ohne Nummer) LageFlur: 3, Flurstück: 128 | Am östlichen Ortsausgang auf einem älterem Sockel mit einer reliefierten Darstellung von Moses wie er die Schlange in der Wüste erhöht. Kulturdenkmal aus geschichtlichen und künstlerischen Gründen. | 1971 (Korpus und Kreuz)                 |            |
| Gasthaus · Ehemaliges Brauhaus (2011) | Gasthaus und ehemaliges Brauhaus    | Haarhäuser Straße 1 LageFlur: 1, Flurstück: 16/1            | Giebelständiger Bau mit Mansarddach auf einem niedrigen Sandsteinsockel als Teil eines Dreiseithofes. Dazugehörig das ehemalige Brauhaus gegenüberliegend mit ornamentierter Ziegelfassade. Kulturdenkmal aus geschichtlichen und städtebaulichen Gründen.                                                       | 1852                                    |            |
| Bild gesucht BW                       | Backhaus                            | Hauptstraße (ohne Nummer) LageFlur: 1, Flurstück: 122       | Örtliches Backhaus mit Sandsteinsockel und Ausmauerung mit Ziegelsteinen an der Kreuzung von Haupt- und Ringstraße mit Zugang von der Straße. Kulturdenkmal aus geschichtlichen und städtebaulichen Gründen. | Um 1900                                 |            |
| Hauptstraße 5                         | Fachwerkwohnhaus                    | Hauptstraße 5 LageFlur: 1, Flurstück: 61                    | Ein Wohnhaus auf einem hohen Werksteinsockel aus Lungenbasalt mit einläufiger Sandsteintreppe und überkragender Podestplatte mit darunter vorhandenem Kellereingang. Kulturdenkmal aus geschichtlichen, künstlerischen und städtebaulichen Gründen.                                                              | Um 1700                                 |            |
| Bild gesucht BW                       | Tagelöhnerhaus                      | Hauptstraße 25 LageFlur: 1, Flurstück: 156                  | Traufständiges zweizoniges Unterstallhaus auf einem verputzten Sockel mit einläufiger Treppe exponiert an der Straßeneinmündung errichtet. Kulturdenkmal aus geschichtlichen und städtebaulichen Gründen. | 19. Jahrhundert                         |            |
| Bild gesucht BW                       | Bildstock                           | Hauptstraße/Kreuzacker LageFlur: 1, Flurstück: 13           | Am Ortseingang aus Richtung Amöneburg aufgestellter Bildstock aus rotem Sandstein der als Ersatz eines an anderer Stelle zerstörten Vorgängers errichtet wurde. Kulturdenkmal aus geschichtlichen Gründen. | 1992                                    |            |
| Hauptstraße/Steinweg, Bildstock       | Bildstock                           | Hauptstraße/Steinweg LageFlur: 1, Flurstück: 157/1          | Bildstock auf rechteckigem Sockel mit profilierter Platte und Knospen-Kapitell an der Einmündung des Steinwegs in die Hauptstraße errichtet. Kulturdenkmal aus geschichtlichen und künstlerischen Gründen. | 18. Jahrhundert                         |            |
| Bild gesucht BW                       |                                     | Im Weimer (ohne Nummer) LageFlur: 1, Flurstück: 92/1        | Bildstock am westlichen Ortsausgang im Übergang in die Feldflur zwischen zwei Bäumen platziert. Kulturdenkmal aus geschichtlichen und künstlerischen Gründen. | Vor 1710 (Ursprung), 1869 (Renovierung) |            |
| Bild gesucht BW                       | Fachwerkwohnhaus                    | Ringstraße 1 LageFlur: 1, Flurstück: 71                     | Großes Wohnhaus mit Mansarddach auf einem Werksteinsockel als Teil eines umfangreichen Hofes. Kulturdenkmal aus geschichtlichen und städtebaulichen Gründen. | 1880 (bezeichnet)                       |            |
| Fachwerkscheune                       | Fachwerkscheune                     | Ringstraße 3 LageFlur: 1, Flurstück: 72                     | Scheune eines Hakenhofes auf teilweise erhaltenem Sandsteinsockel. Kulturdenkmal aus geschichtlichen und städtebaulichen Gründen. | 1820 (bezeichnet)                       |            |
| Bild gesucht BW                       | Tagelöhnerhaus                      | Ringstraße 7 LageFlur: 1, Flurstück: 74                     | Kleines traufständiges Unterstallhaus in Ständerbauweise mit seltener rechtwinklig zum Haus angeordneter Außentreppe errichtet. Kulturdenkmal aus geschichtlichen und städtebaulichen Gründen. | Beginn 18. Jahrhundert                  |            |
| Bild gesucht BW                       | Hakenhof                            | Ringstraße 12 LageFlur: 1, Flurstück: 83                    | Giebelständiges Wohnhaus eines Hakenhofes mit verputztem Sockel und angrenzender Scheune in zentraler Ortslage an der Ringstraße errichtet. Kulturdenkmal aus geschichtlichen und städtebaulichen Gründen. | Um 1750 (Wohnhaus), vor 1700 (Scheune)  |            |
| Pfarrkirche St. Michael               | Katholische Pfarrkirche St. Michael | Ringstraße 15 LageFlur: 1, Flurstück: 66/3                  | Klassizistischer Bau in der Ortsmitte mit risalitartig vorgezogenem Chor und in die Front eingestelltem Turm. Die Werksteinfassade wird durch behauene Sandsteine gegliedert. Kulturdenkmal aus geschichtlichen und städtebaulichen Gründen.                                                                     | 1852                                    |            |
| Ringstraße 20                         | Dreiseithof                         | Ringstraße 20 LageFlur: 1, Flurstück: 102                   | Gegenüber der Kirche errichtetes Wohnhaus eines großen Dreiseithofes auf einem niedrigen Sandsteinsockel mit einer dreiseitigen Treppe erschlossen. Der Hofabschluss wurde mit Sandsteinpfosten und einem Staketenzaun von der Straße abgegrenzt. Kulturdenkmal aus geschichtlichen und städtebaulichen Gründen. | 18. Jahrhundert                         |            |